# Oberdachstetten
Oberdachstetten – miejscowość i gmina w Niemczech, w kraju związkowym Bawaria, w rejencji Środkowa Frankonia, w regionie Westmittelfranken, w powiecie Ansbach. Leży w paśmie Frankenhöhe, około 17 km na północny zachód od Ansbachu, nad rzeką Fränkische Rezat, przy drodze B13 i linii kolejowej Monachium - Würzburg.

## Dzielnice
W skład gminy wchodzą następujące dzielnice: 
- Anfelden
- Berglein
- Dörflein
- Hohenau
- Lerchenbergsmühle
- Lerchenbergshof
- Mitteldachstetten
- Möckenau
- Oberdachstetten
- Spielberg